# Марголіна Ірина Євгенівна
Ірина Євгенівна Марголіна (нар. 29 травня 1955, м. Мічурінськ (Росія) — українська історикиня-культурологиня, музеєзнавиця, кандидат історичних наук (2000). Заслужена працівниця культури України (2009).

## Біографія
Народилась у сім'ї військовослужбовця та вчительки початкових класів. Навчалась у середніх школах м. Мічурінська, Краматорська, Києва (шк. № 187). У 1979 закінчила географічний факультет Київського університету імені Тараса Шевченка. З 1981 р. працює на наукових посадах Національного заповідника «Софія Київська». У 2002—2012 рр. обіймала посаду заступниці генерального директора заповідника з наукової роботи.
2000 р. захистила кандидатську дисертацію «Кирилівська церква — релігійний та церковно-політичний осередок середньовічного Києва» (Інститут філософії (відділення релігієзнавства) ім. Григорія Сковороди НАН України, Київ, науков. керівник д. філософських наук Л. О. Філипович). Комплексно досліджує Кирилівську церкву в аспекті історичної та мистецтвознавчої проблематики архітектурно-стінописного ансамблю. На базі її досліджень в науковий обіг введені: нові дані про датування, історію, будівництво, стародавній живопис Кирилівського храму, художньо-символічне значення кирилівських робіт М. Врубеля, Кирилівський некрополь, живопис українських художників ХІХ ст. в Кирилівському храмі та ін.
Стала авторкою проєкту «Відтворення втрачених реліквій Кирилівської церкви» — відтворено портрет ктитора Кирилівського храму – Сави Туптала та рельєфні ікони у зовнішній стіні Кирилівської церкви.
Комплексно досліджує пам’ятки Софійського заповідника: ідентифікувала представників київської інтелектуальної еліти ХІХ ст., які стали прототипами для створення образів у стінописних композиціях «Хрещення Ісуса Христа» та «Стрітення» (ХІХ ст.) художника І. Селезньова у центральній наві Софійського собору. Визначила втрачені художні образи князів християнізаторів Русі-України у медальйонах фронтону Будинку митрополитів Софійського монастиря. Здійснила реконструкцію втраченого настінного живопису у домовій церкві Будинку митрополитів Софійського монастиря.
За її керуванням та безпосередньою участю створено досьє на включення Кирилівської та Андріївської церков м. Києва до Списку Всесвітньої спадщини ЮНЕСКО, завдяки чому ці пам’ятки включено до попереднього Списку. Активно займалась пошуками реліквій Софійського собору зниклих під час Другої світової війни (Чудотворної ікони Миколи Мокрого та кістяка князя Ярослава Мудрого), готувала документацію, писала численні листи щодо повернення цих святинь до України.
Має державні, церковні та суспільні нагороди. 9 серпня 2009 року удостоєна звання «Заслужений працівник культури України» — за значний особистий внесок у збереження національної історико-культурної спадщини та з нагоди 75-річчя заснування Національного заповідника «Софія Київська». Нагороджена Почесною відзнакою Міністерства культури і туризму України «За вагомий особистий внесок у збереження національної культурної спадщини, сумлінну працю, високий професіоналізм» (2009).
У червні 2012 р. змушена була тимчасово піти із Софійського заповідника через репресивні дії його нового керівництва. З лютого 2012 працювала науковою співробітницею у музеї «ПЛАТАР». З травня 2015 р. знову працює у Софійському заповіднику, очолює сектор науково-дослідного відділу "Інститут «Свята Софія».
Одружена, має доньку Марголіну Емілію Петрівну 1983 р. народження.

## Праці
Ірина Марголіна є авторкою 9 монографій і книжок та понад 300 статей.
Монографії й основні публікації:
- «Кирилівська церква в історії середньовічного Києва». — К., 2001.- 206 с., [Архівовано 9 серпня 2020 у Wayback Machine.]
- «Кирилівська церква». Путівник. — К., 2004. — 64 с., [Архівовано 19 вересня 2020 у Wayback Machine.]
- «Київська обитель святого Кирила».-К., 2005. — 350 с., (у співавторстві з В. Ульяновським), [Архівовано 25 вересня 2020 у Wayback Machine.]
- «Оповиті серпанком забуття». — К., 2015. — 144 с.[7]
- «Кирилівська церква на Дорогожичах». — К.,2015.- 96 с.[8]
- «Ангели Врубеля».- К., 2009. — 56 с.
- «Ангели Врубеля» — К., 2012. — 144с.
- «Таємниці гробниці Ярослава Мудрого».- К., 2013.-173 с., (у співавторстві з Н, Нікітенко, Н. Куковальською та інші)[9].
- «Таємниці дорогожицьких пагорбів». — К., 2014. — 80 с. [Архівовано 25 вересня 2020 у Wayback Machine.]
- «Некрополь Кирилівської церкви в Києві». — К., 2017. — 72 с.
- «Святитель Димитрий Ростовский в истории Кирилловского монастыря», Святитель Димитрий, митрополит Ростовский (Ростов Великий, 2008, С. 203—219),
- «Композиция М.А Врубеля „Надгробний плач“», Могилянські читання, (Київ, 2011, с. 244—251),
- «Кирилівська церква: історія заснування та початок функціонування». Пам'ятки України, № 2, (Київ, 2013, С. 1-11).
- «Шедевр українського бароко — дзвіниця», Пам'ятки України, № 2, (Київ, 2013, С. 12-17).
- «Архітектурна загадка Кирилівської церкви», Пам'ятки України, № 2, (Київ, 2013, С. 19-25),
- «Кирилівська церква у світлі останніх археологічних досліджень», Пам'ятки України, № 2, (Київ, 2013, С. 32-35).
- "Композиція Михайла Врубеля «Зішестя Святого Духа на апостолів», Пам'ятки України, № 2, (Київ, 2013, С. 36-45).
- «Врубель и Параджанов: символы, образы, параллели», Антиквар (Киев, 2014. С.42-50).
- «Загадочный фресковый фрагмент и ктиторский портрет в стенописи Кирилловской церкви Киева (по поводу мнения А. С. Преображенского)», (Софійські читання, К., 2015, С.73-86).
- "Сакральний живопис художника Івана Селезньова, Православ'я в Україні, (Київ, 2015, С.96-105).
- «До питання про некрополь Кирилівської церкви в Києві», Софія Київська. Візантія. Русь. Україна (Київ, 2016, С. 301-308).
- «До питання використання балкону над входом до південної апсиди Кирилівської церкви Києва (дискусія з В. В. Корнієнком)», Софійський часопис (Київ, 2017, С. 259—266).
- «Ктиторські образи у композиції „Страшний суд“ Кирилівської церкви Києва», Софійський часопис (Київ, 2017, С. 60-63).
- «Реліквії над похованням родини святителя Димитрія Ростовського у Кирилівській церкві Києва», Православ'я в Україні, частина 2 (Київ, 2017, С. 234-247).
- «Некрополь Кирилівської церкви», Людина і Світ (Київ, 1995. С. 40-41), Живопис М. Врубеля у Софійському соборі Києва" // Софія Київська у новітніх дослідженнях. Колективна монографія. Вінниця, 2018, с. 110-119.
- «Живопис І. Селезньова у Софійському соборі Києва» // Софія Київська у новітніх дослідженнях. Колективна монографія, Вінниця, 2018, с. 120-137.
- Марголіна І., Ульяновський В. Дзеркало вічності: Київська Кирилівська церква та Свято-Троїцький монастир. — К.: Либідь, 2019. — 384 с.
- «Доповнена реальність. Віртуальна реконструкція втраченого живопису домової церкви митрополичого будинку Софії Київської». (Збірка наукових статей Наукові записки. № 13/2/2023 // Збараж. 2023. С. 136-144). (співавторство з М. Панченком).
- «Недосліджені артефакти з давніх поховань Кирилівської церкви Києва» // Православ’я в Україні. (Збірник статей «До 10-річчя Революції гідності». Київ, Камянець-Подольський. 2023. С. 316-327).